# Microcerella impressa
Microcerella impressa är en tvåvingeart som först beskrevs av Carroll William Dodge 1965.  Microcerella impressa ingår i släktet Microcerella och familjen köttflugor.
Artens utbredningsområde är Colombia. Inga underarter finns listade i Catalogue of Life.